# General Lagos (Argentina)
General Lagos es una comuna del Departamento Rosario, provincia de Santa Fe, Argentina. Dista 2,2 km de la cabecera departamental Rosario, en trance de conurbación, y a 192 km de la capital provincial Santa Fe

## Escuelas de Educación Común y Adultos
- Escuela Primaria Juan Larrea
- Escuela de Enseñanza Media Hilario Lagos
- Escuela de Enseñanza Media Para Adultos
- Escuela Preuniversitaria Sara Barfeld Rietti

## Santo patrono
- San José, festividad: 19 de marzo

## Creación de la comuna
- 23 de diciembre de 1915, con su edificio comunal de 1935.

## Geografía

### Población
Cuenta con 4,112 habitantes (Indec, 2010), lo que representa un incremento del 31% frente a los 3,341 habitantes (Indec, 2001) del censo anterior.
| Gráfica de evolución demográfica de General Lagos entre 1991 y 2010 |
|                                                                     |
| Fuente: Censos nacionales del INDEC                                 |

### Clima
Su clima es húmedo y templado en la mayor parte del año. Se lo clasifica como clima templado pampeano, es decir que las cuatro estaciones están medianamente definidas.
Hay una temporada calurosa desde octubre a abril (de 18 °C a 36 °C) y una fría entre principios de junio  y la primera mitad de agosto (con mínimas en promedio de 5 °C y máximas promedio de 16 °C), oscilando las temperaturas promedio anuales entre los 10 °C (mínima), y los 23 °C (máxima). Llueve más en verano que en invierno, con un volumen de precipitaciones total de entre 800 y 1300 mm al año (según el hemiciclo climático: húmedo "1870 a 1920" y "1973 a 2020"; seco "1920" a 1973").
Casi no existen (de baja frecuencia) fenómenos climáticos extremos en Lagos: vientos extremos, nieve, hidrometeoros severos. La nieve es un fenómeno excepcional; la última nevada fue en 2007, la penúltima en 1973; y la antepenúltima en 1918. El 9 de julio de 2007, nevó en la localidad.
Un riesgo factible son los tornados y tormentas severas, con un pico de frecuencia entre octubre y abril. Estos fenómenos se generan por los encuentros de una masa húmeda y cálida del norte del país y una fría y seca del sector sur argentino.
Humedad relativa promedio anual: 76 %

### Sismicidad
El último terremoto fue a las 3.20 UTC-3 del 5 de junio de 1888 (ver Terremoto del Río de la Plata en 1888). La región responde a las subfallas «del río Paraná», y «del río de la Plata», y a la falla de «Punta del Este», con sismicidad baja; y su última expresión se produjo hace 136 años, con una magnitud aproximadamente de 4,5 en la escala de Richter

## Vías de comunicación
Está vinculada con la RN 9 Autopista Rosario-Buenos Aires, con su estación de peaje; y con la RP 21 (ex Ruta 9).
https://zeno.fm/radio/radiounicaonline/

## Deportes
- El Club Atlético Provincial (Rosario) cuenta con un country en esta localidad. Posee canchas de rugby y hockey.
- Club Atlético Libertad (Rombo) después de 50 años volvió "el gigante"
- Club Infantil San José
- Círculo de Cazadores de Rosario "Guillermo Tell"

## Personalidades
- Roberto Néstor Sensini (12 de octubre de 1966 (58 años): exfutbolista y actual entrenador. Se desempeñó como defensor y su primer club Newell's Old Boys. También formó parte de la Selección de fútbol de Argentina en varias Copas del Mundo. Fue subcampeón en Italia 1990.